# Aglais caerulapicata
Aglais caerulapicata är en fjärilsart som beskrevs av Raynor 1906. Aglais caerulapicata ingår i släktet Aglais och familjen praktfjärilar. Inga underarter finns listade i Catalogue of Life.